# Phalaenopsis hieroglyphica
Phalaenopsis hieroglyphica (Rchb.F.) Sweet, 1969. Es una orquídea del género Phalaenopsis de la subfamilia Epidendroideae de la familia de las Orchidaceae. Son nativas de Filipinas, islas de Palawan, Luzón y Polillo. 

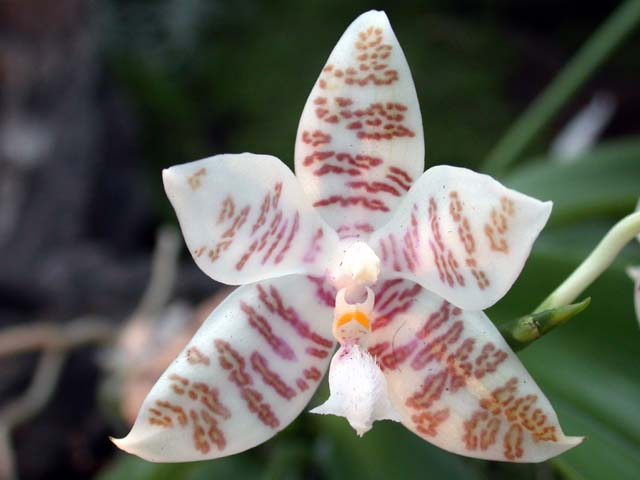
Vista de la flor

## Descripción
Como ya se dijo más arriba, la Phalaenopsis hieroglyphica es una planta epífita. Muestra un hábito de desarrollo monopodial. El rizoma se desarrolla erecto y en su extremo produce dos gruesas y carnosas hojas alternas y elípticas cada año. Las hojas basales más viejas se caen al mismo tiempo. La planta de este modo retiene de cuatro a cinco hojas. No tienen pseudobulbos y el almacenamiento de agua y sustancias de reserva se verifica en sus hojas, de láminas amplias y consistentes más de 30 cm de largo, 9 cm ancho.

El racimo aparece del tallo que surge entre las hojas y florece en todo su esplendor durante varias semanas. La floración es estival, continuando en otoño. Las flores presentan el efecto de abrir todas al mismo tiempo.

Con una inflorescencia larga (más de un metro) y ramosa.
Las flores son variables en tamaño y color. El dorso de las flores varía de blanco a crema, a veces puntas de segmentos pueden ser verdes o con fusiones de verde. Los sépalos y pétalos están profusamente decorados con marcas en surcos más o menos oscuras, consistentes en numerosos puntos pequeños alternando con barras o círculos.

Sépalo dorsal elíptico a ovoide-elíptico, puntiagudo, márgenes recurvados. Sépalos laterales similares al dorsal, ligeramente oblicuos, terminando en un borde definido. Pétalos estrechos romboideos, puntiagudos ú obtusos, márgenes recurvados, constreñidos hacia la base.

Labelo trilobulado un poco más corto que los pétalos, ligeramente pedicelado. Lóbulos oblongo-linear lateral con apéndice truncado, provisto de un callo semi-globoso en el medio. Lóbulo intermedio con forma de cuña o de fuelle, ligeramente denticulada en el apéndice. Empezando desde su base, el lóbulo intermedio está provisto de una a quilla que continúa hasta un callo ovoideo densamente cubierto de pelos prominentes.

El disco entre los lóbulos laterales tiene un callo semicilíndrico, carnoso glabro terminando en unos dedos redondeados vueltos hacia adelante. En la unión de los lóbulos laterales y el intermedio se nota la presencia de un par de más o menos de apéndices ahorquillados.

La columna ligeramente arqueada, cilíndrica de más de 12 mm de longitud.

Las raíces no muy flexibles son gruesas, carnosas y glabras.

Especie muy utilizada en hibridaciones como suministro de polen.

## Hábitat
Orquídea epífita. En la naturaleza se encuentran debajo del dosel forestal en la humedad de la parte baja, protegidas de la luz solar directa. Se desarrolla en troncos de árboles con abundante musgo de donde las raíces de la planta sacan los nutrientes con los restos de corteza del árbol. Se encuentran desde el nivel del mar hasta una altitud de 300 metros.

## Cultivo
Están plantas no son muy exigentes en cuanto a su cultivo. Requiere unas condiciones mínimas que no son difíciles de conseguir dentro de las casas.
- Temperatura

Se desarrolla bien con la temperatura de la casa. Soporta temperaturas de entre 14 y 35 °C con preferencia de temperatura durante el día de 20-24 °C. Para hacerla florecer, hay que mantener una diferencia de temperatura de 5 °C entre el día y la noche durante un mes.
- Luz

Los Phalaenopsis prefieren una luz viva, sin el sol directo del periodo del mediodía. Su ideal está entre 15.000 y 20.000 lux. Para ello se pueden situar junto a una ventana orientada al este o al oeste, con un visillo o cortina fina de por medio. Sin que le de la luz directa del sol pues se le pueden quemar las hojas. Las raíces de estas orquídeas son verdes, tienen clorofila por tanto capaces de realizar la fotosíntesis, por lo que es conveniente que estén en macetas incoloras.
- Agua

De preferencia no calcárea y sin cloro (usar cartuchos filtrantes si el agua disponible es muy calcárea).
La humedad ambiental debe estar situada entre el 50 y 60%, si bien debe ser mayor cuanto más alta sea la temperatura.
- Riegos

Moderados. Hay que dejar secar un poco el compost entre dos riegos. Las raíces prefieren los compost con buen drenaje. Disminuir los riegos cuando los nuevos pseudobulbos estén maduros. Algunas variedades prefieren que las raíces sequen rápidamente.
- Humedad

Les gustan las vaporizaciones.
- Aclareo

Normalmente al final del invierno o en la primavera, después de la floración. Toleran bien los tiestos pequeños. Utilizar de preferencia un tiesto no poroso (nada de macetas de barro cocido), a fin de no concentrar las sales minerales. Si no, se recomienda de humedecer el compost con agua clara de vez en cuando. Después del cambio de tiesto, esperar unas dos semanas antes de emprender el ritmo normal de riegos. Vaporizar el envés de las hojas.
- Sustrato

Granulometría de fina a media, a base de corteza de pino, atapulgita o argex (esferas de tamaño variable), carbón vegetal, poliestireno.

Es conveniente, no sólo en Phalaenopsis sino en orquídeas en general, desinfectar el medio de cultivo previo a su utilización. Un método eficaz e inocuo tanto para las plantas como para el ambiente es lograr la desinfección por acción del calor.

El proceso consiste en colocar en una asadera la mezcla preparada bien humedecida y llevarla a horno convencional durante 20 minutos a temperatura de 180 °C cuidando de que no se seque en exceso para evitar que se queme.

Retirar y dejar enfriar completamente. Una vez frío volver a humedecer (al plantar el sustrato siempre debe estar mojado).
- Abonos

Debido a que son plantas epífitas que viven sobre troncos de árboles y recogen el agua de lluvia que escurre no tienen grandes exigencias de abono.

Venden abonos especiales para ellas, pero basta con usar un abono para plantas de interior reduciendo su dosis a la cuarta parte, que aplicaremos cada 10-15 días en la floración y el resto del tiempo esporádicamente. 
- Reproducción

Producen innumerables semillas, pero difíciles de germinar como no estén en simbiosis con un hongo. Por lo cual, el método más fácil es mediante Keikis (hijuelo que la planta madre emite en la vara floral, tras la floración). Para estimular la aparición de Keikis tras la floración, se corta la vara por encima de un nudo sobre la mitad de su longitud. Luego se retira con cuidado la pielecilla que cubre las yemas de los entrenudos, con mucho cuidado para no dañar estos. Con ello conseguiremos que les llegue más luz.

También se puede diluir una pizca de la hormona de crecimiento vegetal (benziladenina) en agua y con un pincel dar un fino toque en el corte para estimular su aparición. Una vez el keikis ha emitido unas raíces pequeñas se puede separar de la planta madre.

## Historia
La cultivó en Europa por primera vez Low en 1887, con especímenes que había enviado Boxall.

## Taxonomía
Phalaenopsis hieroglyphica fue descrita por (Rchb.f.) Sweet y publicado en American Orchid Society Bulletin 38: 36. 1969.
Etimología
Phalaenopsis: nombre genérico que procede del griego phalaina = “mariposa” y opsis = “parecido”, debido a las inflorescencias de algunas especies, que recuerdan a mariposas en vuelo. Por ello, a las especies se les llama “orquídeas mariposa”.
hieroglyphica: epíteto latino.
Sinonimia
- Phalaenopsis lueddemanniana var. hieroglyphica Rchb.f. (1887)
- Phalaenopsis lueddemanniana var. palawensis Quisumbing (1953)
- Phalaenopsis lueddemanniana var. surigadensis (Hort)
- Polychilos hieoroglyphica Shim (1982)[2][3]